# Cornelia-Angelika Kampmann-Tennstedt
Cornelia-Angelika Kampmann-Tennstedt (* 17. Oktober 1945 in Dahlewitz; † 4. März 2025) war eine deutsche Kostümbildnerin.

## Leben
Cornelia-Angelika Kampmann-Tennstedt ist die gesetzliche Tochter des Künstlerehepaars Kat und Walter Kampmann. Sie hatte mütterlicherseits zwei ältere Halbgeschwister, ihren Bruder Rüdiger-Utz Kampmann und die Schwester Isa-Gabriele. Aus Walter Kampmanns erster Ehe kamen drei Söhne mit in die Familie, u. a. der spätere Architekt und Stadtplaner Winnetou Kampmann, die für Kampmann-Tennstedt ihre Halbbrüder waren. Sie wuchs bis zu ihrem 7. Lebensjahr in Rangsdorf in Brandenburg auf. Danach lebte sie ab 1952 mit ihrer Mutter in West-Berlin.
Kampmann-Tennstedt begann nach ihrem Schulabschluss eine Schneiderlehre und studierte danach zunächst Modedesign, später Bühnenkostüm und Dramaturgie an der Berliner Hochschule der Künste. Nach Abschluss des Studiums 1974 arbeitete sie als Kostümbildnerin, erst in Bremen, dann in Berlin, bei der UFA. Dort war sie 20 Jahre freiberuflich beschäftigt. Sie entwarf u. a. die historischen Kostüme für den Ufa-Film Der König und sein Narr. Danach ging sie für zehn Jahre zur Phönix-Film. Später folgten zehn Jahre Opal-Film sowie viele andere Filmproduktionen überall in Deutschland. Außerdem arbeitete sie als Kostümbildnerin für verschiedene Programme des Berliner Kabaretts Die Stachelschweine. Als Kostümbildnerin war sie hauptsächlich unter dem Namen Anna Kampmann tätig.
Nach eigenen Angaben führte sie 1966/67 eine kurze Beziehung mit dem Maler und Architekten Friedensreich Hundertwasser, den sie in einer Berliner Bar kennengelernt hatte und von dem sie in der Folgezeit auch ein Kind erwartete. Nach Kampmann-Tennstedts Aussagen in ihrer Autobiografie bezeichnete Hundertwasser sie als „unglückliche Liebe“.
Sie war zwei Mal verheiratet, zunächst von 1969 bis 1975 mit dem Bühnenbildner und Maler Florian Eickelberg, und von 1980 bis 1994 mit dem Synchronsprecher und -regisseur und Schauspieler Joachim Tennstedt. Mit letzterem hat sie einen gemeinsamen Sohn, Robinson Tennstedt (* 1981).
Seit 2002 arbeitete sie ehrenamtlich bei der japanischen spirituellen Organisation Shumei. Seit 2003 leitete sie in Berlin ihr eigenes Shumei-Zentrum.
2009 erschien ihre Autobiographie als Book-on-Demand. Cornelia-Angelika Kampmann-Tennstedt lebte ab 2009 in Berlin-Friedenau.

## Filmografie (Auswahl)
- 1977: Tatort: Feuerzauber[9]
- 1979: Die natürlichste Sache der Welt (Fernsehfilm)
- 1980: Die Gräfin vom Chamissoplatz: Eine Geschichte aus dem heutigen Berlin (Fernsehfilm)
- 1981: Der König und sein Narr
- 1986–1987: Jakob und Adele
- 1989: Rivalen der Rennbahn
- 1993–1996: Salto Postale
- 1995–1996: Zappek[10]
- 1996: Im Namen des Gesetzes
- 1997; 2000: Küstenwache
- 1998–2001: Salto Kommunale
- 2001: SOKO Leipzig
- 2004–2005: Sabine!
- 2007: Der Ruf der Berge – Schatten der Vergangenheit (Fernsehfilm, als C.-Annahh Kampmann)